# Joël Hallais
Joël Hallais, född 19 augusti 1947, är en fransk travtränare och travkusk och före detta montéryttare. Han har tränat hästar som One du Rib, Memphis du Rib, Nikita du Rib, Hirondelle du Rib, Ina du Rib. Som tränare har han vunnit över 2900 lopp och som kusk över 1400 lopp.

## Karriär
Joël Hallais blev lärling vid 17 års ålder för att sedan starta sin egen tränarrörelse i början av 1980. Hallais fick snabba framgångar som egen tränare och kusk, främst tack vare hästar som Kaiser Trot, Eclair de Vandel, Dimitrio, Uppercut du Rib och One du Rib.
Han är den tränare som vunnit Prix de Cornulier flest gånger, 8 stycken, där den tre dubble Prix de Cornulier vinnaren Kaiser Trot sticker ut med sina tre vinster. Hallais är privattränare till Ecurie Rib som är ett av de mest framgångsrika uppfödarna och ägarna i fransk travsport.
Han är bror till tränaren och kusken Jean-Claude Hallais.
Hallais samarbetar ofta med kusken och ryttaren Jean-Loïc-Claude Dersoir.

## Större segrar i urval
| År   | Lopp                               | Häst              | Kusk                     | Grupp   |
| ---- | ---------------------------------- | ----------------- | ------------------------ | ------- |
| 1980 | Prix du Président de la République | Kaiser Trot       | Philippe Bekaert         | Grupp 1 |
| 1980 | Prix des Élites                    | Kaiser Trot       | Philippe Bekaert         | Grupp 1 |
| 1980 | Prix d'Essai                       | Laudanum          | Philippe Bekaert         | Grupp 1 |
| 1981 | Prix de Cornulier                  | Kaiser Trot       | Philippe Bekaert         | Grupp 1 |
| 1982 | Prix de Cornulier                  | Kaiser Trot       | Philippe Bekaert         | Grupp 1 |
| 1983 | Prix des Centaures                 | Lapito            | Philippe Bekaert         | Grupp 1 |
| 1984 | Prix de Cornulier                  | Kaiser Trot       | Philippe Bekaert         | Grupp 1 |
| 1984 | Prix des Centaures                 | Oligo             | Philippe Bekaert         | Grupp 1 |
| 2003 | Critérium des 3 ans                | Memphis du Rib    | Jean-Loïc-Claude Dersoir | Grupp 1 |
| 2003 | Prix de l'Étoile                   | Memphis du Rib    | Jean-Loïc-Claude Dersoir | Grupp 1 |
| 2004 | Critérium des 4 ans                | Memphis du Rib    | Jean-Loïc-Claude Dersoir | Grupp 1 |
| 2004 | Critérium des 3 ans                | Nikita du Rib     | Jean-Loïc-Claude Dersoir | Grupp 1 |
| 2005 | Critérium des 4 ans                | Nikita du Rib     | Jean-Loïc-Claude Dersoir | Grupp 1 |
| 2006 | Prix du Président de la République | One du Rib        | Jean-Loïc-Claude Dersoir | Grupp 1 |
| 2007 | Prix de Cornulier                  | One du Rib        | Jean-Loïc-Claude Dersoir | Grupp 1 |
| 2011 | Prix d'Essai                       | Uppercut du Rib   | David Thomain            | Grupp 1 |
| 2011 | Prix des Élites                    | Uppercut du Rib   | David Thomain            | Grupp 1 |
| 2021 | Prix du Président de la République | Hirondelle du Rib | Jean-Loïc-Claude Dersoir | Grupp 1 |
| 2023 | Prix de Normandie                  | Ina du Rib        | Jean-Loïc-Claude Dersoir | Grupp 1 |
| 2023 | Prix Bilibili                      | Ina du Rib        | Jean-Loïc-Claude Dersoir | Grupp 1 |